# Мусина
Муси́на (болг. Мусина) — село у Великотирновській області Болгарії. Входить до складу общини Павликени.

## Населення
За даними перепису населення 2011 року у селі проживали 204 особи.
Національний склад населення села:
| Національність   | Кількість осіб | Відсоток |
| ---------------- | -------------- | -------- |
| болгари          | 171            | 84,7%    |
| цигани           | 24             | 11,9%    |
| Всього відповіли | 202            |          |

Розподіл населення за віком у 2011 році:
Динаміка населення: